# Vilfredo Pareto
Vilfredo Pareto (Párizs, 1848. július 15. – Céligny (Genf közelében), 1923. augusztus 19.) olasz mérnök, szociológus, közgazdász és filozófus.

## Életpályája
Emigráns olasz apa és francia anya gyermeke volt. Szülei 1858-ban telepedtek le Itáliában. Tanulmányait  Torinóban végezte. Vasúti mérnökként kezdte pályáját, majd 1893 és 1911 között a közgazdaságtan  professzora lett a lausanne-i egyetemen, Léon Walras  utódaként.
Pareto 1901-től Céligny-ben élt, Genf közelében. Itt érte a halál 1923-ban.

## Munkássága
Les systémes socialistes (A szocialista rendszerek) című könyve 1902–1903-ban jelent meg. Ebben  kifejti, hogy    a különböző társadalmak  leggazdagabb elit osztályai folyamatosan regenerálódnak, vagy új elit lép helyükre. Pareto az új elit színrelépését körforgásnak  nevezte és azt tartotta, hogy ez a történelem egyik alapvető mozgatóereje..
Ő alkotta meg 1906-ban a később róla Pareto-elvnek nevezett  matematikai képletet, amellyel az egyenlőtlen vagyoneloszlást (a javak egyenlőtlen eloszlását) írta le, megfigyelései alapján.
Politikai gazdaságtani tankönyvei a matematikai módszerre épülnek. Szociológiai munkájában, a Trattato di sociologica generale (Értekezés az általános szociológiáról) (1916) az uralkodó elitről alkotott elméletével a fasizmus szellemi előfutárává vált. Egyesek ezzel szemben hangsúlyozzák,  hogy Pareto nézetei alapján inkább radikális libertáriusnak tekinthető.
A Pareto-hatékonyság a mikroökonómia, a jóléti közgazdaságtan és a játékelmélet fontos fogalmai közé tartozik.   Egy elosztás akkor Pareto-hatékony, ha már nem végezhető rajta Pareto-javítás. A Pareto-hatékony elosztást Pareto-optimumnak is nevezzük.

## Képgaléria

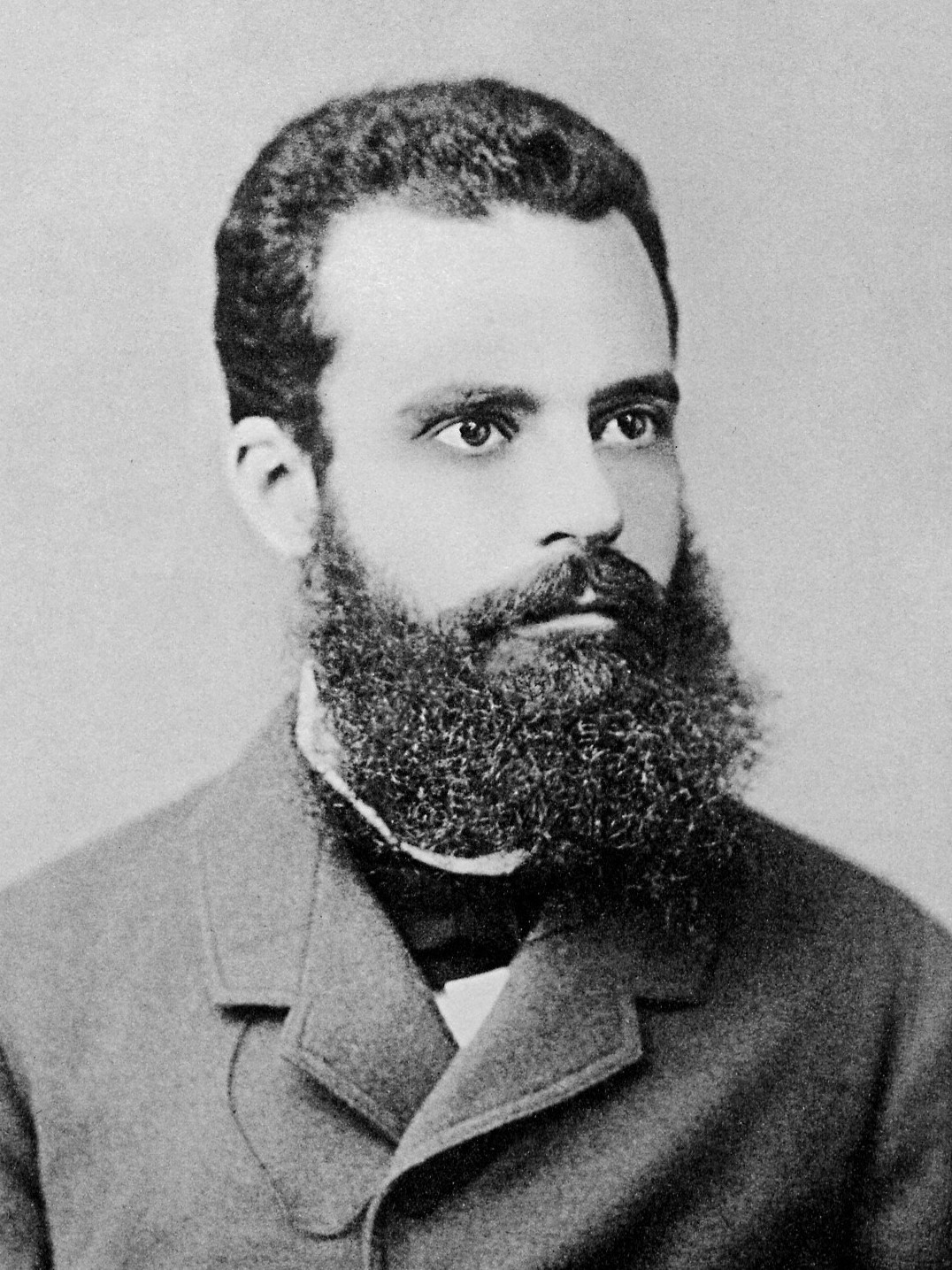
Arcképe az 1870-es évekből
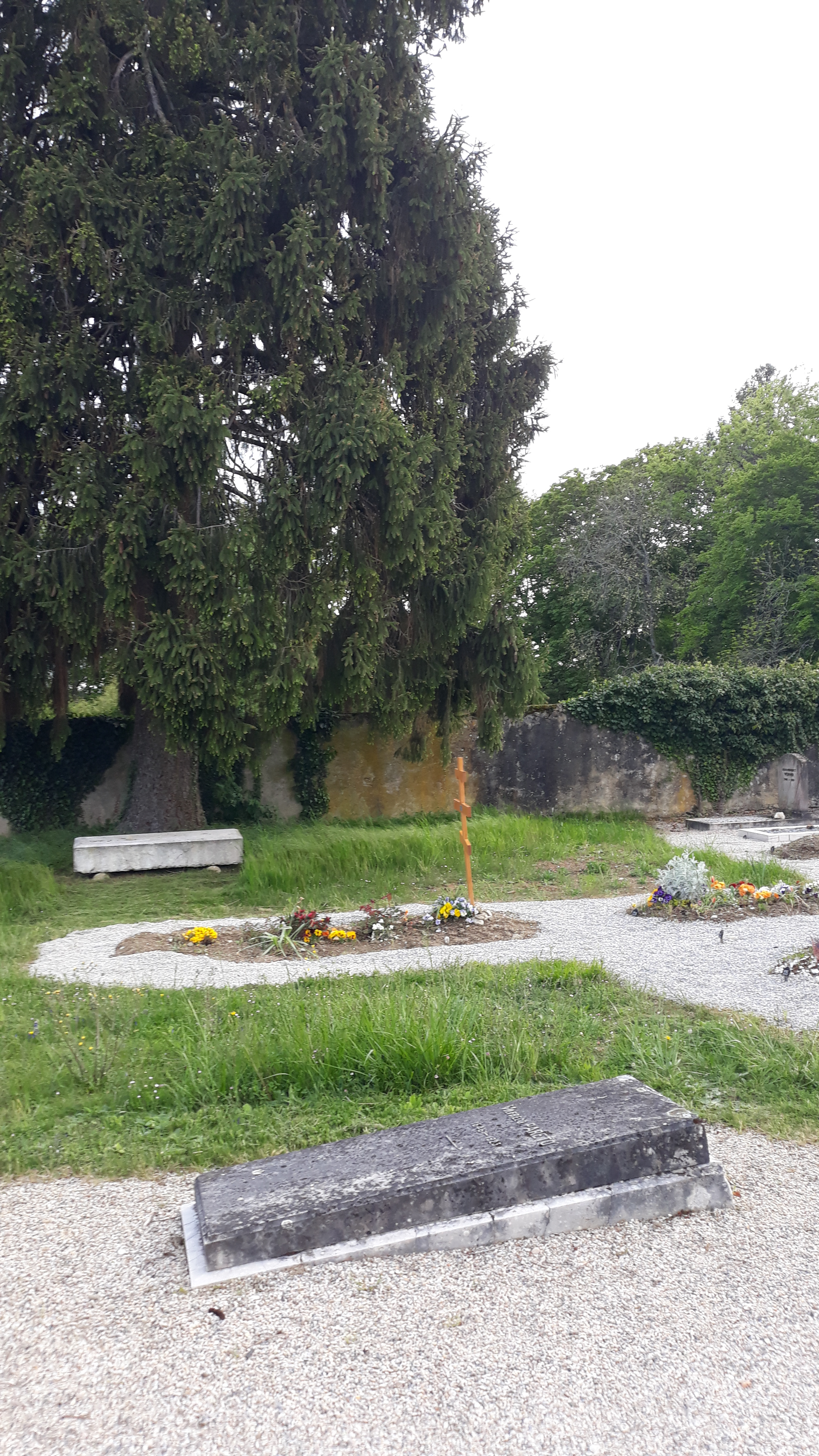
Sírja Svájcban